# Шперлин, Маргарита
Маргарита Шперлин (нем. Margareta Spörlin; 19 июля 1800, Мюлуз — 15 сентября 1882, Мюлуз) — немецкая писательница и педагог.

## Биография
Маргарита Шперлин родилась 19 июля 1800 года в городе Мюлузе, который находился под юрисдикцией Германской империи после Франко-прусской войны 1870-71 гг. и назывался тогда Мюльхаузен; с 1919 года, по окончании Первой мировой войны, город вновь вошёл в состав одноимённого округа французского государства и вернул себе прежнее название.  Её отец, Йоханнес Шперлин, был пастором церкви Святого Стефана; поскольку он умер через три года после рождения Маргариты, воспитанием дочери занималась исключительно мать.

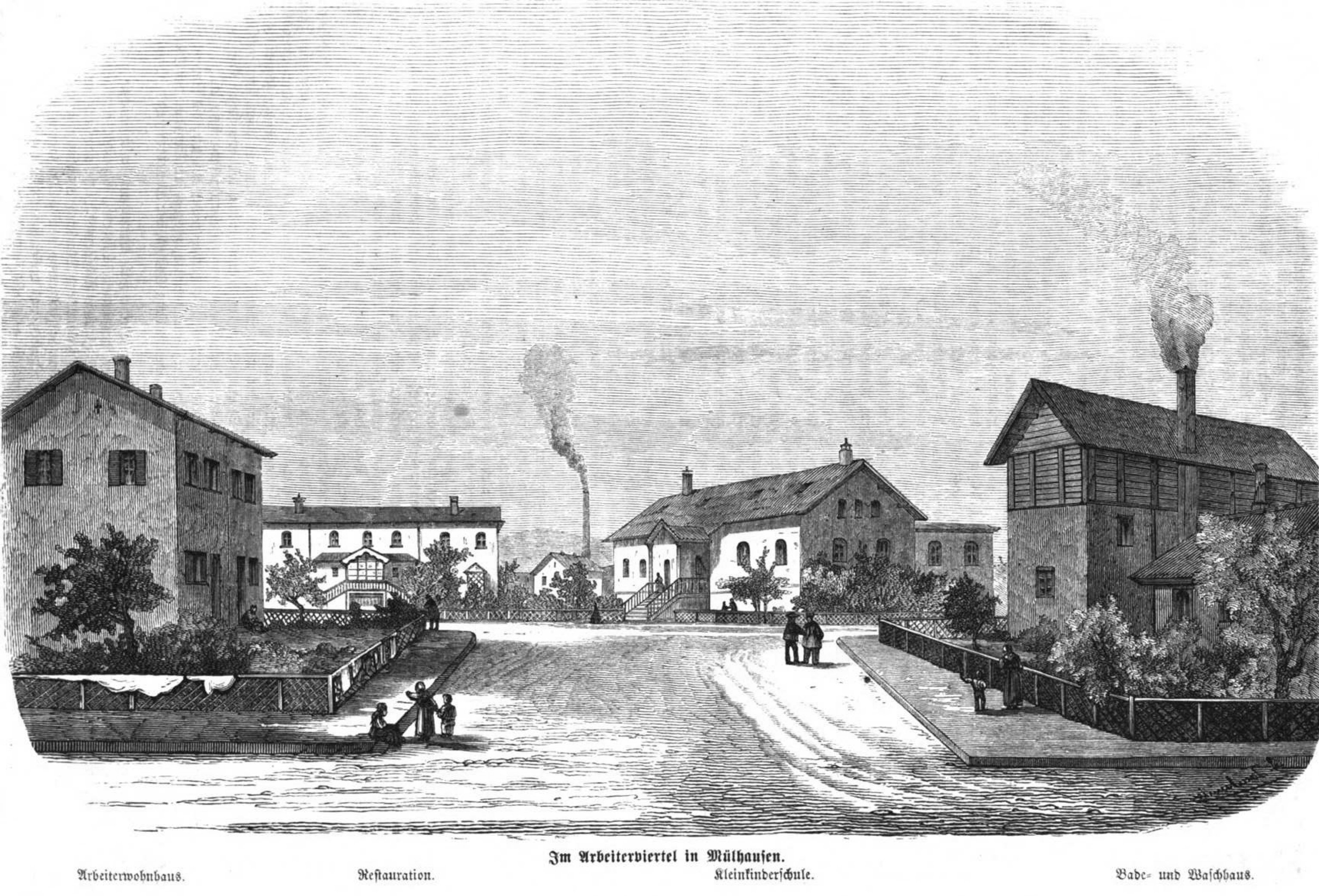
Мюлуз в XIX веке

Получила образование в институте в Санкт-Иммер в кантоне Берн и затем вернулась в родной дом, где её ждал непочатый край работы. В дополнение к уходу за своей матерью, которая много лет болела, она посвятила себя христианскому наставлению дочерей из образованных семей, а также много лет работала в воскресной школе, предназначенной для всех слоёв населения. Большую часть лета она проводила в деревне, то в Лангенбруке (Базель-Ленд), то в Баденвайлере. После смерти матери в 1852 году её приняли в семью своей сводной сестры в Мюлузе; в ними она и прожила остаток жизни.
Маргарита Шперлин скончалась 15 сентября 1882 года в родном городе.
Её рассказы из народной эльзасской жизни, вышедшие под заглавием «Elsässische Lebensbilder» (1872—1875), выдержали 4 издания и были переведены на французский и английский языки. Кроме того, М. Шперлин напечатала: «Der alte Eli. Eine einfache Geschichte aus dem elsässischen Volksleben» (3-е изд., 1879) и в 1877 году — «Vater Jung-Stilling und Fräulein Katharina» (более подробную библиографию см. в Немецкой Викитеке).